# 金巴赫河 (安珀河支流)
47°59′49″N 11°09′58″E / 47.9970°N 11.1660°E

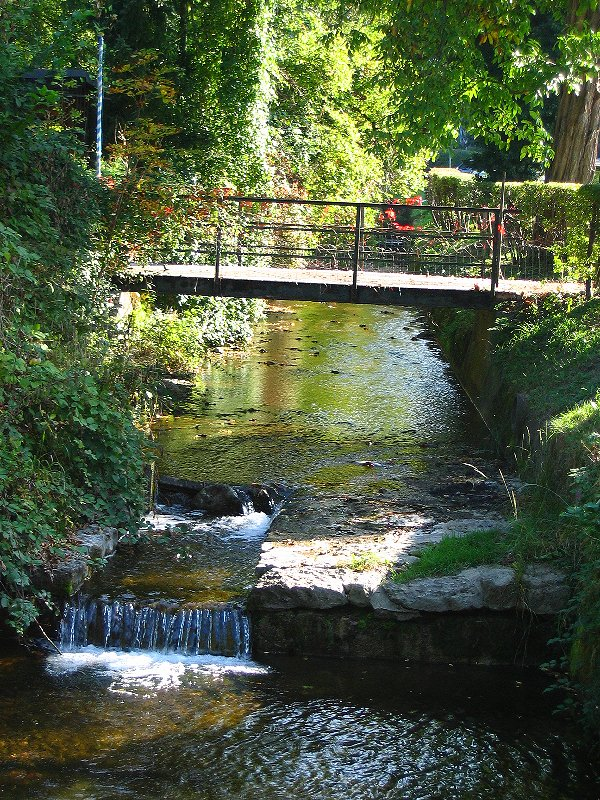

金巴赫河（德語：Kienbach），是德國的河流，位於該國東南部，由巴伐利亞負責管轄，屬於安珀河的支流，河道全長11公里，流經施塔恩貝格縣，最終注入阿默湖。